# Beyond Hell / Above Heaven
Beyond Hell / Above Heaven (engl. für Jenseits der Hölle / Oberhalb des Himmels) ist das vierte Studioalbum der dänischen Metal-Band Volbeat. Es erschien am 10. September 2010 via Vertigo Records und erreichte Platz eins der dänischen, finnischen und schwedischen Albumcharts.
In Dänemark, Deutschland und Schweden wurde das Album jeweils mit Doppelplatin und in Österreich mit Platin ausgezeichnet. Goldene Schallplatten erhielt das Album in Finnland, Schweden und den USA. Das Album wurde für den Echo in der Kategorie Gruppe Rock/Alternative international nominiert. Weltweit wurden bis April 2016 über 1,5 Millionen Exemplare des Albums verkauft.

## Entstehung

### Songwriting
Im Herbst 2009 begann der Sänger und Gitarrist Michael Schøn Poulsen mit den Arbeiten am neuen Album. Von den frühen Entwürfen schafften es jedoch nur zwei auf das Album. Alleine 2009 hatte Poulsen 17 Lieder geschrieben. Der Großteil der Lieder für das vierte Studioalbum entstand auf den verschiedenen Tourneen, die Volbeat für das Vorgängeralbum Guitar Gangsters & Cadillac Blood gespielt haben. Dabei sammelte Poulsen Ideen während der Busfahrten oder bei den Soundchecks vor den Auftritten.
Obwohl er den Prozess in einem Interview als stressige Herausforderung bezeichnete, entstanden mehr Lieder, als für das Album verwendet wurden. Der Studiotermin für die Aufnahmen musste zweimal verschoben werden. Beim ersten Mal war die Band der Meinung, dass sie noch nicht so weit sind, um die Lieder aufzunehmen. Beim zweiten Mal erhielten Volbeat das Angebot, als Vorgruppe von Metallica auf Tour zu gehen.

„Ins Studio kannst du jederzeit gehen, aber die Chance, mit Metallica auf Tour zu gehen, kriegst du nicht so oft, also haben wir da natürlich zugeschlagen.“

Musikalisch hatte die Band ihren Stil geringfügig um Elemente des Alternative Rock und des Death Metal erweitert. In dem Lied „Heaven Nor Hell“ ist eine Mundharmonika zu hören. Laut Sänger Michael Schøn Poulsen hatte sich die Band „in jeglicher Hinsicht weiter vorgewagt, damit es für die Musiker und die Fans nicht langweilig wird“. Bei den Gitarrenriffs orientierte sich die Band stärker an ihrem Debütalbum The Strength / The Sound / The Songs. Das Lied „Who They Are“ trug aufgrund des harten Klanges zeitweise den Arbeitstitel „The Slayer Song“.

### Aufnahmen
Produziert wurde Beyond Hell / Above Heaven erneut von Jacob Hansen in den Hansen Studios in der dänischen Stadt Ribe. Hansen hatte die drei Vorgängeralben ebenfalls produziert. Gemischt und gemastert wurde Beyond Hell / Above Heaven in den Baby Factory Studios in Kopenhagen. Neben den für das Album verwendeten Liedern nahmen Volbeat noch eine Coverversion des Liedes „Angelfuck“ der US-amerikanischen Horrorpunk-Band Misfits auf, welches die Band schon öfters bei Konzerten gespielt hat. Laut Sänger Michael Schøn Poulsen wird das Lied als Bonustitel verwendet, da die Band genügend eigenes Material geschrieben hat.
Als Gastsänger traten mit Mille Petrozza und Barney Greenway die Sänger der Thrash-Metal-Band Kreator bzw. der Grindcore-Band Napalm Death auf. In einem Interview mit dem Magazin Revolver erklärte Sänger Michael Schøn Poulsen, dass beide Bands eine große Inspiration auf die Musiker von Volbeat ausübten.

„Wir haben die Musik beider Bands gehört als wir 14, 15 Jahre alt waren und wir haben sie nie dafür vergessen, dass sie uns inspiriert haben. [...] Dass sie auf unserem Album sind, ist ein großes Kompliment. Was sie im Studio zum Volbeat-Sound gemacht haben ist einfach faszinierend.“

Weitere Gastmusiker waren der ehemalige Mercyful-Fate-Gitarrist Michael Denner, der für das Lied „7 Shots“ ein Gitarrensolo beisteuerte. Jakob Øelund von der dänischen Rockabillyband Taggy Tones spielt bei dem Lied „16 Dollars“ den Kontrabass. Der Songwriter Henrik Hall spielt bei Heaven Nor Hell ein Mundharmonikasolo. Produzent Jacon Hansen steuerte Hintergrundgesänge bei und spielte zusätzlich Gitarre und Tamburin. Das Banjo in „7 Shots“ spielte Rod Sinclair.
Das Lied „A Warrior’s Call“ wurde bereits im Herbst 2009 aufgenommen und wird vom dänischen Boxer Mikkel Kessler als Einmarschhymne verwendet. Kessler ist bei dem Lied ebenfalls als Sänger zu hören. Volbeat stellten das Lied daraufhin zum kostenfreien Download zur Verfügung.

## Veröffentlichung
Vor den Aufnahmen zu Beyond Hell / Above Heaven wechselten Volbeat von Mascot Records zu Vertigo Records, einem Sublabel der Universal Music Group. In einem Interview erklärte Sänger Michael Schøn Poulsen, dass die Band mit der bisherigen Arbeit von Mascot Records sehr zufrieden waren. Die Verantwortlichen bei Mascot Records teilten den Musikern jedoch mit, dass sie die Band nicht weiter nach vorne bringen könnten.

„Eine Firma wie Universal kann auf dem Weltmarkt einfach viel stärkere Muskeln spielen lassen. […] Universal versuchten auch gar nicht erst, uns bei der Musik und der Auswahl des Produzenten reinzureden. Im Gegenteil: Sie fanden es ziemlich bemerkenswert, wie wir uns ohne die Hilfe einer großen Plattenfirma in den letzten Jahren entwickelt haben.“

Das Album wurde in fünf verschiedenen Versionen veröffentlicht. Neben der regulären CD-Version gibt es eine limitierte Version, die als Bonus eine Live-DVD enthält. Die Aufnahmen hierzu fanden bei einem Konzert am 24. Februar 2010 im „013“ in der niederländischen Tilburg statt. Bei dem Konzert handelte es sich um ein Nachholtermin für das am 29. November 2009 abgebrochene Konzert an gleicher Stelle, bei dem Sänger Michael Schøn Poulsen kollabierte.
Neben einem Intro und einem Outro sind auf der DVD die Lieder „A Warrior’s Call“, „Mary Ann’s Place“, „Sad Man’s Tongue“, „Hallelujah Goat“, „Angelfuck“, „Another Day, Another Way“ und „Still Counting“ vertreten. Die Band erlaubte sich bei dem Nachholtermin einen kleinen Witz: Während Schøn Poulsen beim ursprünglichen Konzert von Helfern von der Bühne getragen werden musste, ließ er sich bei dem Nachholtermin während des Intros zurück auf die Bühne tragen.
Des Weiteren gab es eine „Special Fan Box“, die neben dem Album noch ein T-Shirt enthält. Zusätzlich wurde das Album noch als Doppel-LP und Download veröffentlicht. Die iTunes-Version enthält als Bonus das Lied „Angelfuck“. Das Albumcover wurde von Karsten Sand entworfen. Das Bandfoto im Booklet schoss Erik Weiss.

## Hintergrund
Mit dem Albumtitel möchte der Sänger und Gitarrist Michael Schøn Poulsen ausdrücken, dass die Menschen weder in den Himmel noch in die Hölle gehören und nicht daran glauben sollen. Eine weitere Aussage des Albumtitels lautet, dass kein Mensch andere für seine eigene Situation verantwortlich machen soll.

„Wenn wir durch die Hölle gehen machen wir den Himmel zur Hölle und wenn wir über den Himmel steigen machen wir die Hölle zum Himmel. Himmel und Hölle sind Dinge, die wir in unseren Köpfen kreieren mit der Konsequenz, dass die selbstkreierten persönlichen Dämonen davon kommen.“

Textlich setzt Beyond Hell / Above Heaven die Geschichte des Vorgängeralbums Guitar Gangsters & Cadillac Blood fort. Dabei beziehen sich die Lieder „The Mirror and the Ripper“ und „7 Shots“ auf die sieben Lieder des Vorgängeralbums, die das Hauptthema behandelten. Die restlichen Lieder stehen dagegen für sich.

„Ursprünglich wollte ich die Geschichte um einen Mord in der Wüste im Internet fortführen: Jeden Monat sollte ein neues Kapitel hinzukommen. Aber letztlich fehlte mir leider die Zeit. Dafür hat mich ein Regisseur in Dänemark angesprochen, der meinte, dass sich einige meiner Geschichten gut verfilmen ließen.“

In dem Lied „7 Shots“ findet der Protagonist heraus, dass alles, was bislang mit ihm geschehen ist, sich ausschließlich in seinem Kopf abgespielt hat. Niemand hat wirklich versucht, ihn zu ermorden. Er ist von sieben Dämonen besessen, die er mit sieben Schüssen in seinen Körper zur Strecke bringen will. Die erste Single „Fallen“ widmete Michael Schøn Poulsen seinem im Juni 2008 verstorbenen Vater. „Magic Zone“ und „Being 1“ sind Schøn Poulsens Ehefrau gewidmet. „A New Day“ ist laut Schøn Poulsen ein autobiografisches Lied, in dem er sich mit der Zeit auseinandersetzt, in der er zu viel Alkohol trank. „Thanks“ hingegen ist ein Dankeschön an die eigenen Fans.

## Rezeption

### Preise
Bei der Echoverleihung 2011 war Beyond Hell / Above Heaven in der Kategorie Gruppe Rock/Alternative international nominiert. Der Preis ging jedoch an Linkin Park für ihr Album A Thousand Suns. Die Leser des deutschen Magazins Metal Hammer wählten Beyond Hell / Above Heaven zum besten Album des Jahres 2010. Ferner siegten Volbeat in den Kategorien „Bester Künstler/Band“ und „Aufsteiger des Jahres“. In der Kategorie „Bester Song“ waren Volbeat dreimal vertreten. „Fallen“ belegte Platz eins, „Evelyn“ Platz fünf und „Heaven Nor Hell“ Platz sieben. Das Musikvideo für das Lied „Fallen“ belegte Platz vier in der Kategorie „Bester Videoclip“.

### Rezensionen
Wie die drei Vorgängeralben wurde Beyond Hell / Above Heaven vom deutschen Magazin Metal Hammer zum „Album des Monats“ gekürt. Chefredakteur Christof Leim lobte die Band dafür, dass sie „ihren Stil verfeinert und geschmackvoll nachgewürzt hat“ und dass Volbeat „klingen, wie sie klingen sollen“, aber gleichzeitig „frisch und aufregend genug sind, um die Hörer bei der Stange zu halten“. Die Entwicklung der Band verglich Leim mit den ersten vier Alben von Metallica und vergab für Beyond Hell / Above Heaven sechs von sieben Punkten. Frank Albrecht vom deutschen Magazin Rock Hard gab dem Album 9,5 von zehn Punkten. In seiner Rezension lobte er die Band dafür, dass sie „trotz exzessiven Tourings und eines stilistisch eng gesteckten Rahmens auch auf ihrem vierten Album frisch wie am ersten Tag klingen“. Lediglich das als „beliebig“ bezeichnete Lied Being One verhinderte die Höchstnote.
Kritischer zeigte sich Thomas Kernbichler vom Onlinemagazin darkscene.at. Zwar bescheinigte er der Band, dass sie ein „verdammt geiles Album“ veröffentlicht haben, merkte jedoch an, dass sich „eine gewisse Müdigkeit oder Abnützung nicht leugnen lasse“. Die Gastauftritte von Mille Petrozza und Barney Greenway bezeichnete er als „verzichtbar“ und gab dem Album 7,5 von zehn Punkten. Thomas Jentsch von Onlinemagazin Helldriver äußerte in seiner Rezension den Eindruck, als ob Beyond Hell / Above Heaven zumindest „teilweise ein Schnellschuß ist“ und dass das Album „im Vergleich zu seinen Vorgängern den Kürzeren zieht“.

## Kommerzieller Erfolg

### Chartplatzierungen
Die erste Singleauskopplung „Fallen“ erreichte Platz 13 der dänischen Charts, was die zweithöchste Platzierung einer Volbeat-Single in Dänemark entspricht. Erstmals konnte sich eine Volbeat-Single außerhalb Dänemarks in den Charts platzieren. In Schweden erreichte die Single Platz 16 während in Finnland der 18. Rang erzielt wurde. In den österreichischen Singlecharts belegte „Fallen“ Platz 58, während in den deutschen Singlecharts Platz 62 erreicht wurde. Die zweite Singleauskopplung „Heaven Nor Hell“ erreichte Platz 20 der dänischen Singlecharts.
Das Album erreichte Platz 1 der dänischen, finnischen und schwedischen Albumcharts. Erstmals belegten Volbeat in drei Ländern den ersten Platz der Albumcharts. Des Weiteren belegte Beyond Hell / Above Heaven Platz 2 in den österreichischen, Platz 3 in den deutschen, Platz 7 in den Schweizer sowie Platz 8 in den niederländischen und norwegischen Charts. In allen Ländern schafften es Volbeat damit erstmals unter die ersten Zehn.
| ChartsChartplatzierungen       | Höchstplatzierung | Wochen |
| ------------------------------ | ----------------- | ------ |
| Dänemark (IFPI/Nielsen)        | 1 (40 Wo.)        | 40     |
| Deutschland (GfK)              | 3 (131 Wo.)       | 131    |
| Finnland (IFPI)                | 1 (39 Wo.)        | 39     |
| Österreich (Ö3)                | 2 (90 Wo.)        | 90     |
| Schweden (GLF)                 | 1 (31 Wo.)        | 31     |
| Schweiz (IFPI)                 | 7 (9 Wo.)         | 9      |
| Vereinigte Staaten (Billboard) | 142 (20 Wo.)      | 20     |

| ChartsJahrescharts (2010) | Platzierung |
| ------------------------- | ----------- |
| Dänemark (IFPI/Nielsen)   | 9           |
| Deutschland (GfK)         | 54          |
| Österreich (Ö3)           | 36          |
| Schweden (GLF)            | 27          |

| ChartsJahrescharts (2011) | Platzierung |
| ------------------------- | ----------- |
| Dänemark (IFPI/Nielsen)   | 54          |
| Deutschland (GfK)         | 56          |

### Auszeichnungen für Musikverkäufe
| Land/Region               | Auszeichnungen für Musikverkäufe (Land/Region, Auszeichnung, Verkäufe) | Verkäufe  |
| ------------------------- | ---------------------------------------------------------------------- | --------- |
| Dänemark (IFPI)           | 3× Platin                                                              | 120.000   |
| Deutschland (BVMI)        | 3× Platin                                                              | 600.000   |
| Finnland (IFPI)           | Gold                                                                   | 12.094    |
| Kanada (MC)               | Platin                                                                 | 80.000    |
| Österreich (IFPI)         | 3× Platin                                                              | 45.000    |
| Schweden (IFPI)           | 2× Platin                                                              | 80.000    |
| Vereinigte Staaten (RIAA) | Gold                                                                   | 500.000   |
| Insgesamt                 | 2× Gold · 12× Platin ·                                                 | 1.447.094 |